# Yan Nawa
Yan Nawa hay Yannawa (tiếng Thái: ยานนาวา, phiên âm: Dan Na-va) là một trong 50 quận (khet) của thành phố Băng Cốc, Thái Lan. Quận này giáp ranh với các quận (theo chiều kim đồng hồ từ tây sang đông bắc) Rat Burana (qua sông Chao Phraya), Bang Kho Laem, Sathon và Khlong Toei của Bangkok còn giáp ranh từ phía đông đến phía nam là Amphoe Phra Pradaeng của tỉnh Samut Prakan.

## Lích sử
Yan Nawa trước đây gọi là làng Ban Tavoy (Tavoy, บ้านทวาย) hay Ban Kok Khwai (làng trâu, บ้านคอกควาย) do đây là nơi tập trung cao dân Tavoy đưa trâu ra chợ bán. Làng này đã trở thành Amphoe Ban Tavoy trong thời vua Chulalongkorn, và là một phần của tỉnh Phra Pradaeng. Khi tỉnh này bị giải thể năm 1932, phần phía bắc của nó được chuyển qua cho Phra Nakhon (Bangkok). Ban Tavoy được đổi tên thành Amphoe Yan Nawa và trở thành một khet năm 1972 và các kwaeng ngày nay được sắp xếp lại năm 1975. Ngày 9 tháng 11 năm 1989, các khu vực của Yan Nawa được tách để tạo thành 2 quận mới Sathon và Bang Kho Laem.

## Các địa điểm
- Cầu Rama IX,  cầu dây văng đầu tiên ở Thái Lan
- Cầu Mega
- Wat Chongnonsee
- Wat Bhoman-Khunaram

## Các khu mua sắm
- Central Rama III
- Chatuchak Rama III

## Hành chính
Quận này được chia ra thành 2 phó quận (kwaeng).
| 1. | Chong Nonsi     | ช่องนนทรี   |  |
| 2. | Bang Phong Pang | บางโพงพาง |  |